# Пшесечна
Пшесечна (пол. Przesieczna, нім. Andersdorf) — село в Польщі, у гміні Радваниці Польковицького повіту Нижньосілезького воєводства.
Населення — 271 особа (2011).
У 1975-1998 роках село належало до Легницького воєводства.

## Демографія
Демографічна структура станом на 31 березня 2011 року:
|          | Загалом | Допрацездатний вік | Працездатний вік | Постпрацездатний вік |
| -------- | ------- | ------------------ | ---------------- | -------------------- |
| Чоловіки | 134     | 27                 | 103              | 4                    |
| Жінки    | 137     | 26                 | 87               | 24                   |
| Разом    | 271     | 53                 | 190              | 28                   |